# Casa Avinyó
|  | Per a altres significats, vegeu «Casa Avinyó (Figueres)». |

La casa Avinyó o del Marquès de Camps és un edifici de Peralada (Alt Empordà), inclòs en l'Inventari del Patrimoni Arquitectònic de Catalunya.

## Història
Fou construït al segle xviii sobre la base d'un convent adossat a la muralla medieval. Cap al 1825, el terratinent Josep Ramon de Camps i d'Avinyó es va casar amb Joaquima de Matas i d'Albert, i el 1878, el seu fill Pelagi de Camps i de Matas (1828-1889) va rebre el títol de marquès de Camps de mans del papa Pius IX.

## Descripció
Es troba al costat de ponent de la plaça de Sant Domènec, a davant de l'antic convent. A la part sud està adossat al portal de Sant Domènec, vestigi del primer recinte de les muralles de Peralada.
És un edifici de planta baixa i dos pisos, amb una porta d'accés rectangular i una obertura al pis superior, amb balconada, de la mateixa forma; ambdues són decorades amb motllures que ressegueixen les llindes i els muntants. A cada costat de la porta, hi veiem una pilastra coronada per un relleu geomètric. Sobre el finestral hi ha un gran escut nobiliari, també en relleu. El mur conserva restes d'una decoració esgrafiada molt simple, a base de filades de rectangles. La coberta és de teula a dues vessants. Al carener hi ha un petit cos octagonal elevat amb una cúpula.